# Contea di Richmond (Australia)
La contea di Richmond è una Local Government Area che si trova nel Queensland. Essa si estende su una superficie di 26.602,3 chilometri quadrati e ha una popolazione di 827 abitanti. La sede del consiglio si trova a Richmond.